# Ányos Jedlik
Ányos István Jedlik (în maghiară: Jedlik Ányos István; în slovacă: Štefan Anián Jedlík; în latină: Stephanus Anianus Jedlik; n. 11 ianuarie 1800 – d. 13 decembrie 1895)  fost un inginer, fizician și inventator maghiar.
A jucat un rol important în istoria automobilului electric.
În 1828 realizează un model primitv de motor electric, cu care echipează un vehicul, care poate fi considerat unul dintre primele automobile electrice.
De asemenea, poate fi considerat unul dintre inventatorii dinamului.

## Vezi și
- Știința și tehnologia în Ungaria